# Cyryl (Smirnow)
Cyryl, imię świeckie – Konstantin Iłarionowicz Smirnow (ur. 14 kwietnia?/26 kwietnia 1863 w Kronsztadzie, zm. 20 listopada 1937 pod Szymkentem) – metropolita Rosyjskiego Kościoła Prawosławnego. Po ogłoszeniu przez metropolitę Sergiusza, pełniącego obowiązki locum tenens patriarchy Moskwy deklaracji lojalności wobec władz stalinowskich, wypowiedział mu posłuszeństwo i związał się z ruchem katakumbowym. Był jednym z liderów nie wspominających.  

## Wykształcenie i kapłaństwo
Ukończył seminarium i Akademię Duchowną w Petersburgu, uzyskując w 1887 dyplom kandydata teologii. 15 listopada tego roku przyjął święcenia diakońskie, zaś sześć dni później - kapłańskie. Został wysłany do pracy duszpasterskiej w Jelizawietpolu w guberni kaukaskiej. Wrócił do stolicy Rosji po ośmiu latach, zostając opiekunem cerkwi przy II gimnazjum, a następnie cerkwi Trójcy Świętej w Kronsztadzie. Przeniesienie do Kronsztadu z prestiżowego stanowiska w stolicy mogło wiązać się z prośbą Smirnowa, by być bliżej późniejszego świętego Jana Kronsztadzkiego, z którym był blisko związany duchowo (po jego śmierci wygłosił na pogrzebie słowo o zmarłym). 
Był żonaty z Olgą Nikołajewną Aziatską, również córką kapłana prawosławnego, miał z nią córkę Olgę. W czasie pobytu w Kronsztadzie jego córeczka zmarła na skutek nieszczęśliwego wypadku, a wkrótce później stracił również żonę. W związku z tym podjął decyzję o złożeniu ślubów zakonnych. 

## Misjonarz
10 maja 1902 złożył śluby zakonne i przyjął imię mnisze Cyryl. Natychmiast otrzymał również godność archimandryty i został mianowany naczelnikiem misji rosyjskiej w Persji (dzisiejsze terytorium północnego Iranu). Pracował tam wśród wyznawców Asyryjskiego Kościoła Wschodniego. Za czasów jego przewodnictwa misji w Persji powstała drukarnia prawosławna, szkoła z internatem, zainspirował również tłumaczenia Świętej Liturgii św. Jana Chryzostoma, modlitewnika i kilku opracowań teologicznych na język syryjski. 

## Biskup
6 sierpnia 1904 otrzymał godność biskupa gdowskiego, wikariusza eparchii petersburskiej. Blisko współpracował w tym okresie z metropolitą Antonim, którego znał jeszcze z okresu nauki w Akademii Duchownej. 30 grudnia 1909 przeniesiony na katedrę tambowską i szacką. 6 maja 1913 podniesiony do godności arcybiskupiej. W czasie swojej służby w eparchii tambowskiej wyróżniał się energią w organizacji szkolnictwa cerkiewnego, przyczynił się również do kanonizacji św. Pitirima Tambowskiego, jaka miała miejsce w 1914. 
Uczestniczył w Soborze Lokalny Rosyjskiego Kościoła Prawosławnego w latach 1917–1918. Jeszcze w czasie jego trwania został metropolitą tyfliskim i bakijskim z tytułem egzarchy Kaukazu. W czasie pełnienia tej godności rywalizował z Cerkwią Gruzińską o przynależność jurysdykcyjną eparchii bakijskiej. Zimę na przełomie lat 1919–1920 spędził w więzieniu, zatrzymany przez Czekę. Po opuszczeniu więzienia został przeniesiony na katedrę kazańską i swijaską, jednak już w sierpniu 1920 ponownie go aresztowano pod pretekstem nielegalnego przejazdu z Moskwy do Kazania. Został skazany na pięć lat więzienia, jednak opuścił je już po dwóch, wobec zakończenia działań wojny domowej. 
Aresztowany ponownie po siedmiu miesiącach na wolności, w sierpniu 1922 został zesłany do Ust-Sysolska. Mimo izolacji starał się angażować w wewnętrzne sprawy Cerkwi. W swojej korespondencji z patriarchą Tichonem apelował do niego o bezkompromisową postawę wobec ruchu Żywej Cerkwi. 7 stycznia 1925 Tichon mianował go, zgodnie z prawem nadanym mu przez sobór, pierwszym kandydatem do godności locum tenens patriarchatu moskiewskiego, w razie gdyby nie był w stanie sprawować swoich obowiązków ani zwołać soboru, który wybrałby następcę. Po śmierci Tichona przebywał jednak nadal na zesłaniu i nie był w stanie objąć godności locum tenens. Ostatecznie został nim metropolita kruticki Piotr (Polański), a po jego aresztowaniu - wyznaczony przez niego metropolita moskiewski Sergiusz (Stragorodski). Jesienią 1926 metropolita Cyryl otrzymał jednak propozycję, by za cenę współpracy z GPU uzyskać pomoc władz w wyborze na patriarchę. Hierarcha odmówił i został za to ponownie zesłany do kraju turuchańskiego, gdzie przebywał do 1933. 
Z zesłania metropolita Cyryl korespondował z metropolitą Sergiuszem, otwarcie protestując przeciw jego polityce ustępstw wobec stalinowskiego rządu. Jawna deklaracja nieposłuszeństwa i związanie się z ruchem nie wspominających sprawiła, że w 1930 Sergiusz pozbawił go (tytularnej) katedry kazańskiej i oddał pod sąd biskupów, który jednak nie pozbawił go stanu duchownego ani możliwości odprawiania nabożeństw. Cyryl nigdy nie uznał okoliczności objęcia przez Sergiusza godności locum tenens za zgodne z prawem kanonicznym, respektował jednak sakramenty sprawowane przez niego i polemizował z tymi nie wspominającymi, którzy uważali metropolitę moskiewskiego za wykluczonego ze stanu duchownego. Z drugiej strony odmawiał sprawowania Świętej Liturgii z kapłanami popierającymi stanowisko Sergiusza. 
W 1933 powrócił z zesłania do miasta Gżatskie, w którym przeżył jednak tylko rok. Aresztowany ponownie 14 czerwca 1934 i uwięziony na Butyrkach, po czym skazany na trzyletnie zesłanie do Kazachstanu. Tam również umożliwiono mu prowadzenie szerokiej korespondencji z przeciwnikami Sergiusza, któremu konsekwentnie odmawiał posłuszeństwa do końca życia. 24 czerwca 1937 został oskarżony o członkostwo w „kontrrewolucyjnej organizacji kościelnej” i skazany na śmierć wyrokiem trójki NKWD. Rozstrzelany pod Szymkentem razem z grupą innych kapłanów prawosławnych. Ze względu na brak oficjalnej wiadomości o jego śmierci część prawosławnych była przekonana, że Cyryl żył nadal; krążyły wiadomości, że zmarł dopiero w 1941, a przed śmiercią pogodził się z metropolitą Sergiuszem. 
W sierpniu 2000 kanonizowany jako jeden z nowomęczenników rosyjskich. Wcześniej, od 1981, czcił go ówcześnie niekanoniczny Rosyjski Kościół Prawosławny poza granicami Rosji. O ile jednak Rosyjski Kościół Prawosławny podkreślał, że metropolita został kanonizowany ze względu na okoliczności śmierci i trwanie w wierze mimo kolejnych życiowych doświadczeń, równocześnie dystansując się od jego konfliktu z metropolitą Sergiuszem, Kościół Zagraniczny uznał również ten aspekt działalności Cyryla za godny pełnego naśladowania. 